# Porgy & Bess (Jazzclub)

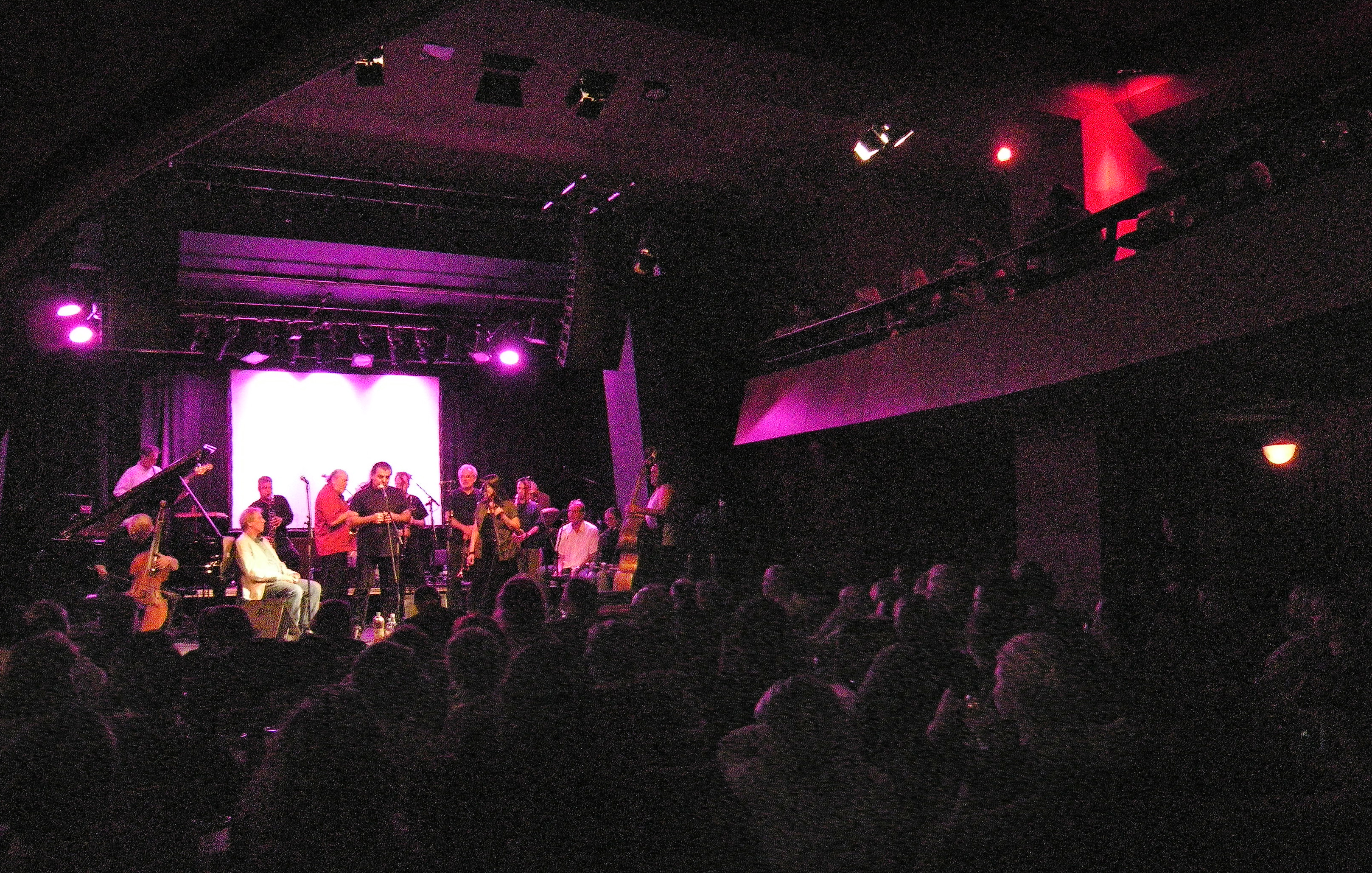
Das reformARTorchestra um Fritz Novotny auf der Bühne des Porgy & Bess (2010)

Das Porgy & Bess (eigentlich Jazz- and Musicclub Porgy & Bess) ist ein Jazzclub in der Riemergasse 11 im 1. Wiener Gemeindebezirk Innere Stadt.

## Geschichte

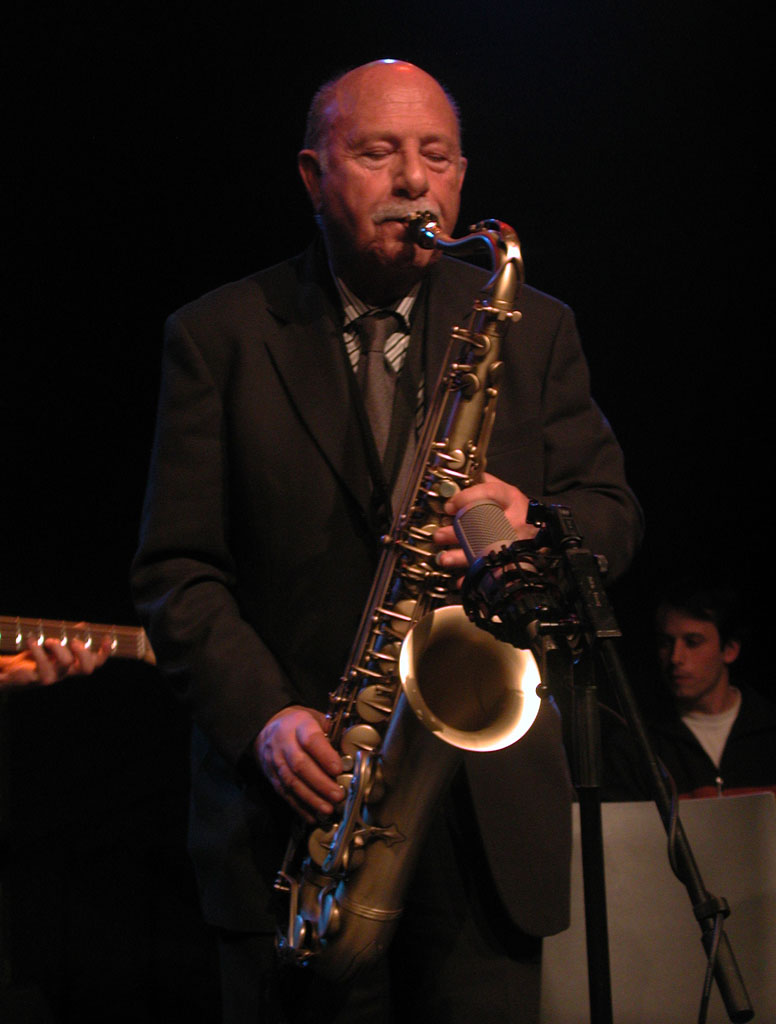
Hans Salomon im Porgy & Bess (2003)

Mathias Rüegg gründete im Herbst 1993 zusammen mit Renald Deppe, Gabriele Mazic und Christoph Huber das Porgy & Bess, das anfänglich in den Räumen des ehemaligen Cabaret Fledermaus in der Spiegelgasse untergebracht war. Die Leitung bestritt er danach gemeinsam mit Renald Deppe und Christoph Huber; letzterer ist bis dato künstlerischer Leiter des Clubs.
Im Jahre 2000 zog der Club nach einer längeren Umbaupause in die Riemergasse um, nachdem ihm dieser Standort bereits im Mai 1998 zugesprochen worden war. In der Zeit zwischen 1998 und 2000 gastierte Porgy & Bess interimistisch im RadioKulturhaus. Die offizielle Eröffnung der neuen Räumlichkeiten erfolgte am 28. Dezember 2000. Die bauliche Adaptierung des ehemaligen Erotikkinos Rondell wurde damals mit Bundesgeldern in der Höhe von rund 15 Mio. Schilling gefördert.

## Funktion
Das Programm des Porgy & Bess spricht ein sehr großes Publikum an, etwa 70.000 Gäste im Jahr; entsprechend wird Jazz „sehr pluralistisch verstanden“, und im Programm „auch in Randbereiche, wie elektronische Musik, zeitgenössische Musik und Weltmusik, vorgedrungen“. Neben zahlreichen internationalen Interpreten, insbesondere aus dem US-amerikanischen Raum, finden auch österreichische Musiker hier eine Auftrittsmöglichkeit. Der Club bietet auch die Bühne für Events, wie etwa die Verleihung des Austrian World Music Awards.
Dem Musikwissenschaftler Christian Scheib zufolge ist das Porgy & Bess „gleichzeitig essenziell für die Weiterentwicklung der musikalischen (Jazz-)Wirklichkeit einer Stadt“ und braucht und verbraucht „als Stadtraum schlicht alltäglich Musik“. Es schaffe sich „durch künstlerische Vorlieben, akustische Qualität, Fassungsvermögen und realer Auslastung die notwendige Abgrenzung von anderen Clubs.“ Dabei erlauben die unterschiedlichen Bereiche des Jazzclubs – Bereich vor der Bühne mit Tischen, Galerie im oberen Stockwerk, ein seitlicher Bereich mit einer Bar am Tresen – unterschiedlich intensive Konzentration auf das Konzertgeschehen. Für die Jazzthetik ist das Porgy & Bess sogar ein „Traditionsclub.“
Im Keller befindet sich ein Tonstudio, das auf die Bühne verkabelt ist und professionelle Livemitschnitte ermöglicht.

## Finanzierung
In der Gründungsphase erhielt das Porgy & Bess jährliche öffentliche Förderungen der Stadt Wien von rund ÖS 1,8 Mio.
Aktuell verfügt das Unternehmen über ein Jahresbudget von rund € 1,7 Mio. (Stand 2018), das zum großen Teil aus Sponsorengeldern und Einnahmen aus Eintritten bestritten wird. Öffentliche Subventionen machen etwa 15 % aus, wobei der Bund jährlich rund € 150.000,- und die Stadt Wien rund € 110.000,- beisteuert.

## Literatur

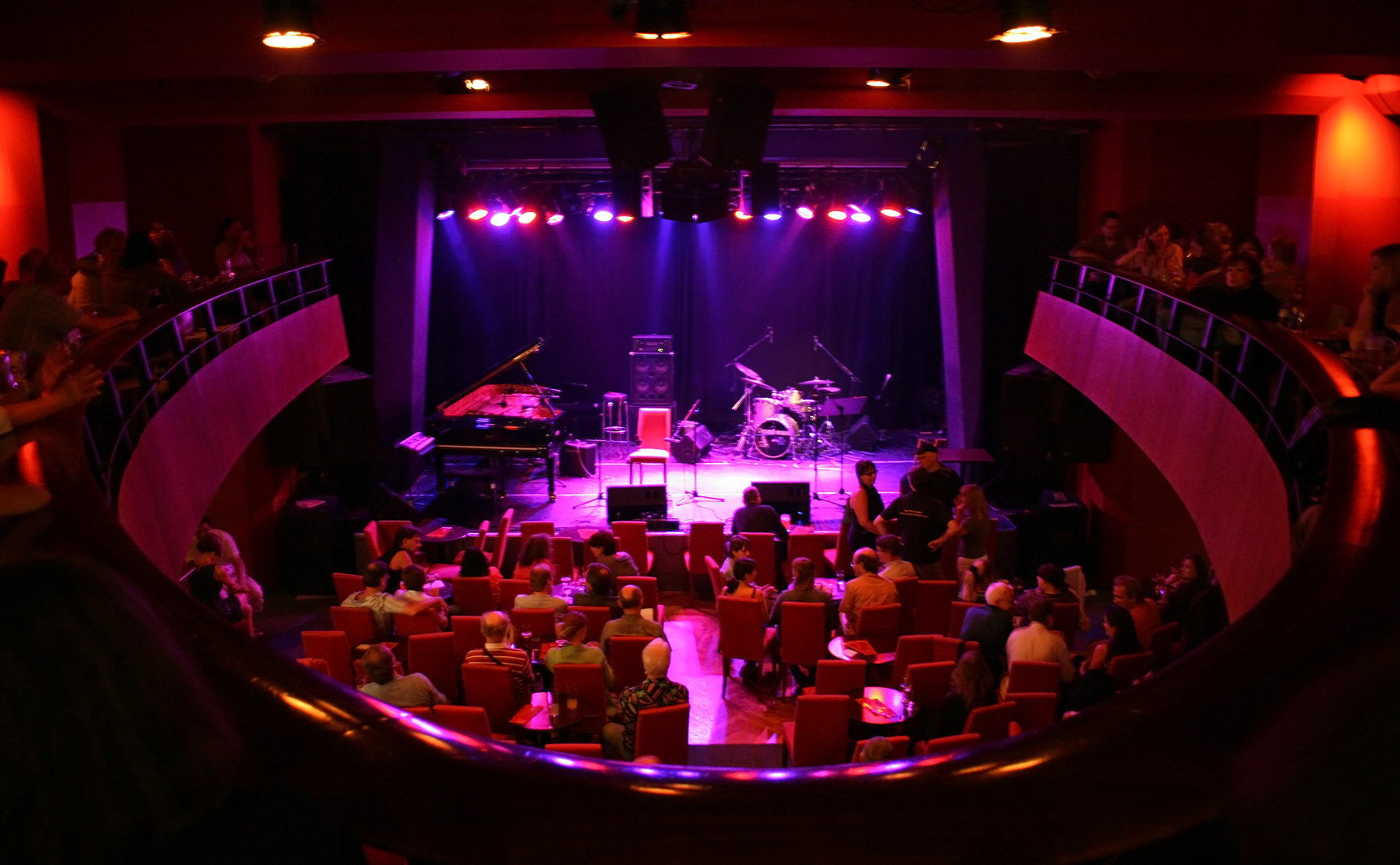
Galerie, unterer Zuschauerraum und Bühne des Porgy & Bess (2008)